# Hope Lange
Hope Elise Ross Lange (Redding, Connecticut; 28 de noviembre de 1933 - Santa Mónica, California; 19 de diciembre de 2003) fue una actriz estadounidense de cine y televisión, de la década de los 60 y 70.

## Biografía
Hope Lange nació en Redding, Connecticut el 28 de noviembre de 1933, como la tercera de cuatro hermanos. Su madre, Minette Buddecke (1898-1970), era una actriz y su padre, John George Lange (1885-1942), era un músico de orquesta sinfónica. Su familia se trasladó a Nueva York y abrieron un restaurante de cierto renombre. 
Hope fue introducida a la edad de 9 años a participaciones menores en teatro y luego estudió danza mientras asistía a la escuela secundaria.
Trabajó ocasionalmente como una modelo adolescente publicitaria y a los 15 años, gracias a una aparición en la portada de una revista de electrónica, se hizo conocida por una futurista publicidad de una radio portátil en junio de 1949.

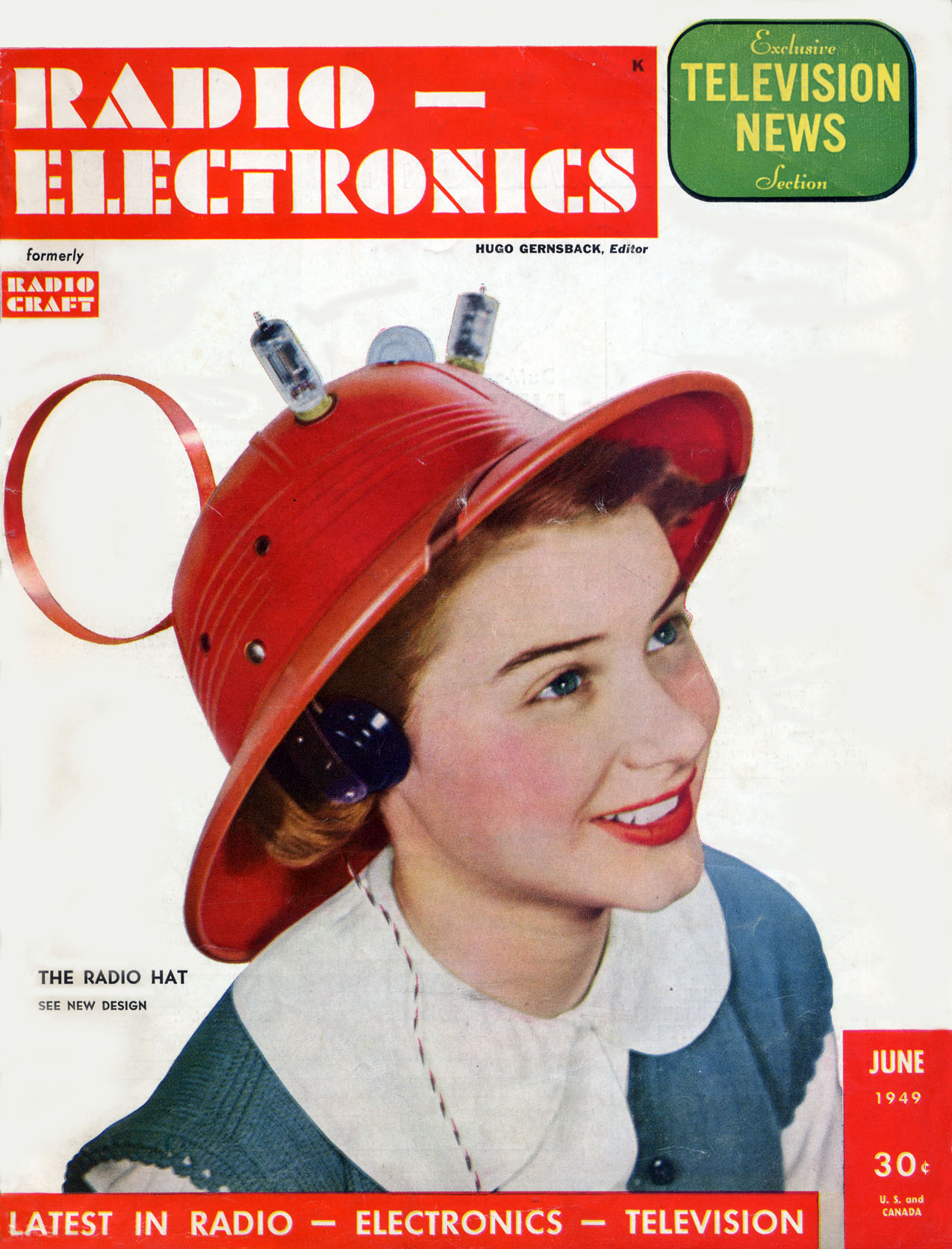
Portada de la revista Radio Electronics de junio de 1949 con Hope Lange como modelo.

Cursó sus estudios superiores en el Barmore Junior College donde conoció al actor Don Murray y luego empezó a trabajar en televisión en 1950 apareciendo en el Kraft Television Theatre. En una de las presentaciones llamó la atención de un productor hollywodense quien la invitó  a trabajar como actriz de reparto en la película Bus Stop, junto a Marilyn Monroe y Don Murray y luego en The True Story of Jesse James (1956). Ambas películas tuvieron una buena acogida por parte de la crítica, y le granjearon un contrato con la productora 20th Century Fox.
En 1956, contrajo matrimonio con Don Murray.
En 1957, realiza una memorable actuación en el filme Peyton Place que le significó un Globo de Oro y luego un Premio de la Academia como mejor actriz de reparto y un salto inesperado a la fama. 
En 1961, rueda junto a Elvis Presley Wild in the Country y seguidamente Pocketful of Miracles (Un gánster para un milagro) junto a Bette Davis y Glenn Ford, y luego junto al mismo actor actúa en Lov e Is a Ball.
La estrella de Lange decae a mediados de los 60 al casarse con el productor Alan J. Pakula y en la década de los 70, solo aparece en dos producciones.
Lange entonces incursiona en series de televisión con escaso éxito. En 1966 participa en el capítulo The Last Oasis de la serie El fugitivo con Dave Janssen, en donde tiene el papel de Annie Johnson, una maestra en una escuela de la reserva india en el Estado de Arizona.
Pero su participación como la reconocible señora Carolyn Muir en la serie El fantasma y la señora Muir emitida entre 1968 y 1972 vuelve a dar bríos a su carrera y obtiene fama junto a Edward Mulhare y reconocimiento ganando un premio Emmy por dos años consecutivos, en 1969 y 1970, como mejor actriz de reparto de televisión.
Lange aparece en muchas producciones televisivas realizando un total de 12 películas para la televisión entre la década de los 70 y mediados de los 80 e incursiona en el cine intercaladamente apareciendo en seis producciones. Lange se retiró de la actuación a partir de 1998 siendo su último papel como Helen Rawlings en la producción televisiva Before He Wakes.
Hope Lange falleció el 19 de diciembre de 2003 a los 70 años a consecuencia de una colitis isquémica en Santa Mónica, California. Le sobrevivieron dos hijos de su primer matrimonio con Don Murray.

## Vida personal
Hope Lange conoció a Don Murray mientras estudiaba en el Barmore Junior College y contrajeron matrimonio en 1956. De este matrimonio nacieron sus dos únicos hijos. En 1961, mientras rodaba Un gánster para un milagro se enamoró de Glenn Ford, abandonó a Murray y mantuvo un romance de casi dos años con el actor pero sin llegar al matrimonio. 
En julio de 1963 contrajo matrimonio con el productor Alan J. Pakula y se divorciaron en 1971. En 1972, mantiene relaciones con Frank Sinatra y luego con John Cheever sin llegar al compromiso marital. En 1983 contrae matrimonio con el productor Charles Hollerith, quien le acompañó hasta el momento de su deceso.

## Filmografía

### Cine
- Just Cause (1995).
- Peligro inminente (1994).
- Amenaza de muerte (1993).
- Tune in Tomorrow (1990).
- Ford: The Man and the Machine (1987).
- Terciopelo azul (1986).
- Pesadilla en Elm Street 2: (1985).
- Death Wish (1974).
- Love Is a Ball (1963).
- Un gánster para un milagro (1961).
- Wild in the Country (1961).
- Las Audaces (1959).
- El baile de los malditos (1958).
- Peyton Place (1957).
- The True Story of Jesse James (1957).
- Bus Stop (1956).

### Televisión
- Kraft Television Theatre (1 episodio 1956)
- Playhouse 90 (3 episodios, 1957-1958)
- Hallmark Hall of Fame (1962-1975)
- Bob Hope Presents the Chrysler Theatre (episodio "Shipwrecked", 1966)
- El fugitivo (episodio "The Last Oasis", 1966)
- CBS Playhouse (1 episodio 1967)
- El fantasma y la señora Muir (serie de TV) (50 episodios, 1968-1970)
- Crowhaven Farm (telefilm, 1970)
- The New Dick Van Dyke Show (12 episodios, 1971-1974)
- That Certain Summer (telefilm, 1972)
- The 500 Pound Jerk (telefilm, 1973)
- I Love You... Good-bye (telefilm, 1974)
- The Secret Night Caller (telefilm, 1975)
- Gibbsville (1 episodio 1975)
- Police Story (episodio "Nightmare on a Sunday Morning", 1977)
- The Love Boat II (telefilm, 1977)
- Vacaciones en el mar (1 episodio 1978)
- Like Normal People (telefilm, 1978)
- The Day Christ Died (telefilm, 1980)
- Pleasure Palace (telefilm, 1980)
- Matt Houston (episodio "Recipe for Murder", 1982)
- La Isla de la Fantasía (1 episodio 1983)
- Hotel (serie de TV 1983-1986) (2 episodios)
- Finder of Lost Loves (piloto, 1984)
- Survival Guide (telefilm, 1985)
- Ford: The Man and the Machine (telefilm, 1987)
- Murder, She Wrote (episodio "Night of the Headless Horseman", 1987)
- Knight & Daye (5 episodios, 1989)
- Dead Before Dawn (telefilm, 1993)
- Cooperstown (telefilm, 1995)
- Message from Nam (telefilm, 1995)
- Charlie Grace (1 episodio 1995)
- Before He Wakes (telefilm, 1998)

## Premios y distinciones
Premios Óscar
| Año  | Categoría               | Película          | Resultado |
| ---- | ----------------------- | ----------------- | --------- |
| 1958 | Mejor actriz de reparto | Vidas borrascosas | Nominada  |